# Stadsmarkering Groningen
De stad Groningen heeft bij het 950-jarig bestaan in 1990 tien zogenoemde stadsmarkeringen gekregen: kunstwerken aan de belangrijke toegangswegen, op de grens van de stad, en één op het Martinikerkhof. Het zijn verwijzingen naar de markeringsfunctie van oude stadspoorten. Het stadsmarkeringsplan is ontworpen door de architect Daniel Libeskind. Libeskind gaf zijn plan de werktitel "The Books of Groningen" en iedere stadsmarkering (9 stuks) verwijst naar een letter van de oude naam voor de stad Groningen: CRUONINGA. Libeskind heeft zelf de derde stadsmarkering ontworpen, de rest van de markeringen besteedde hij uit aan anderen. Voor elk kunstwerk heeft hij de kunstenaars zes parameters meegegeven, waaronder een bepaald tijdstip, een kleur en de naam van een van de negen Muzen uit de Griekse mythologie. Ook gaf Libeskind de kunstenaars mee dat de stadsmarkeringen verleden, heden en toekomst uit moesten beelden. De tiende stadsmarkering, ontworpen door Paul Virilio, is te vinden op het Martinikerkhof in hartje stad.

## Kunstwerken
De stadsmarkeringen zijn:

C: Gate Tower Clio, een elektriciteitsmast aan de A28 door Kurt W. Forster (1935)

R: Book R, een open boek aan de Paterswoldseweg door Akira Asada (1957)

U: A Walk along the Border, een open boek aan de A7 richting Drachten door Daniel Libeskind (1946)

O: Polyhymnia, een schoorsteen aan de Friesestraatweg door Thom Puckey (1948)

N: zonder titel, kunstwerk aan het Van Starkenborghkanaal door Gunnar Daan (1939)

I: Bruchstück für Luigi Nono, monument voor de dood aan de N46 door Heiner Müller (1929)

N: zonder titel, een 400 meter lange gracht met een rij kromme wilgen ernaast bij Lewenborg aan de N360 door William Forsythe (1949)

G: The Tower of Cards, The Tower of Letters, The Joker's Perch, aan de A7 door John Hejduk (1929)

A: Architektron Urania, spiraal bij de Bloemersmatunnel, langs het spoor naar het zuiden door Leonhard Lapin (1947) en Enn Laansoo

## Fotogalerij

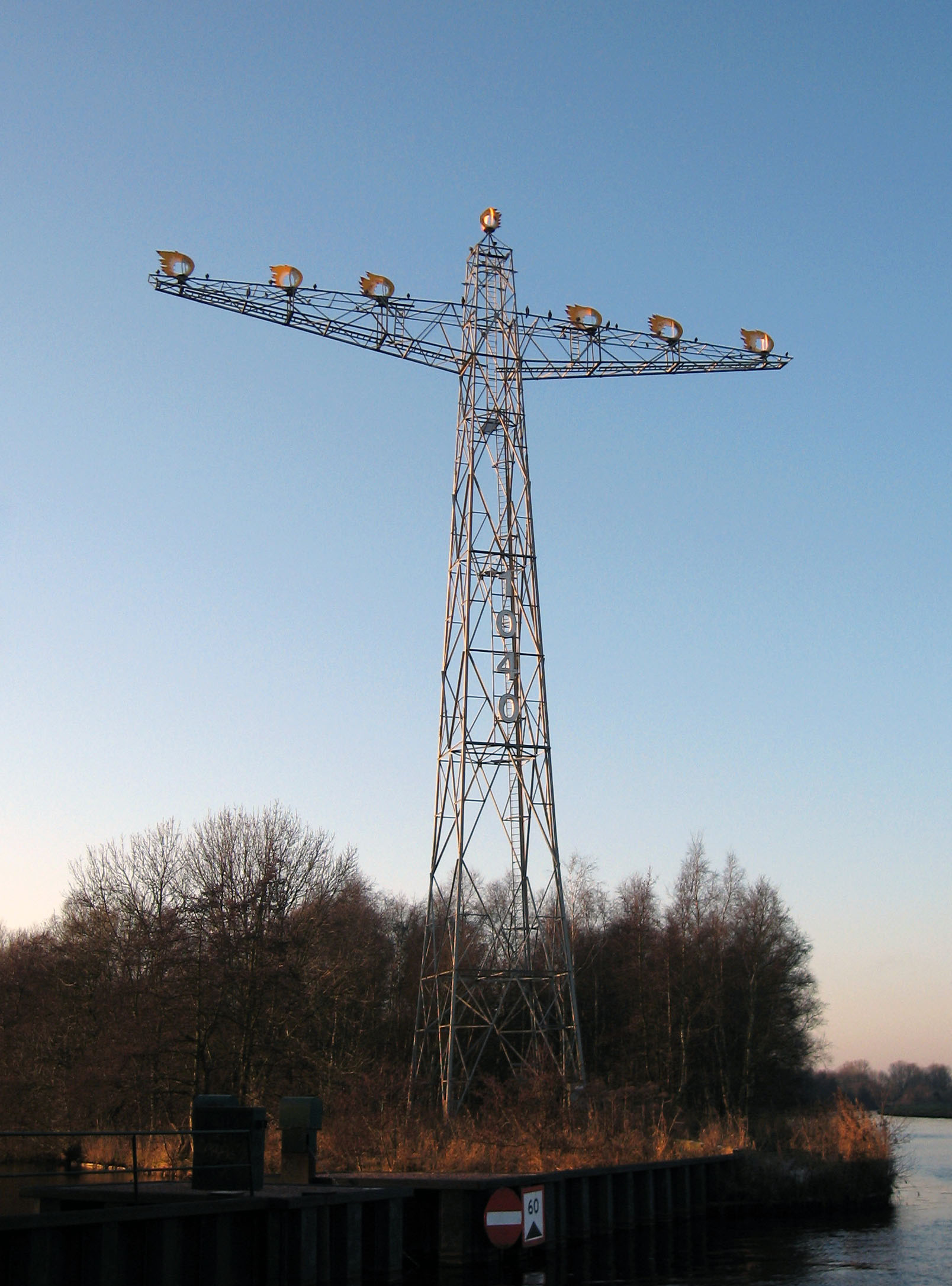
C
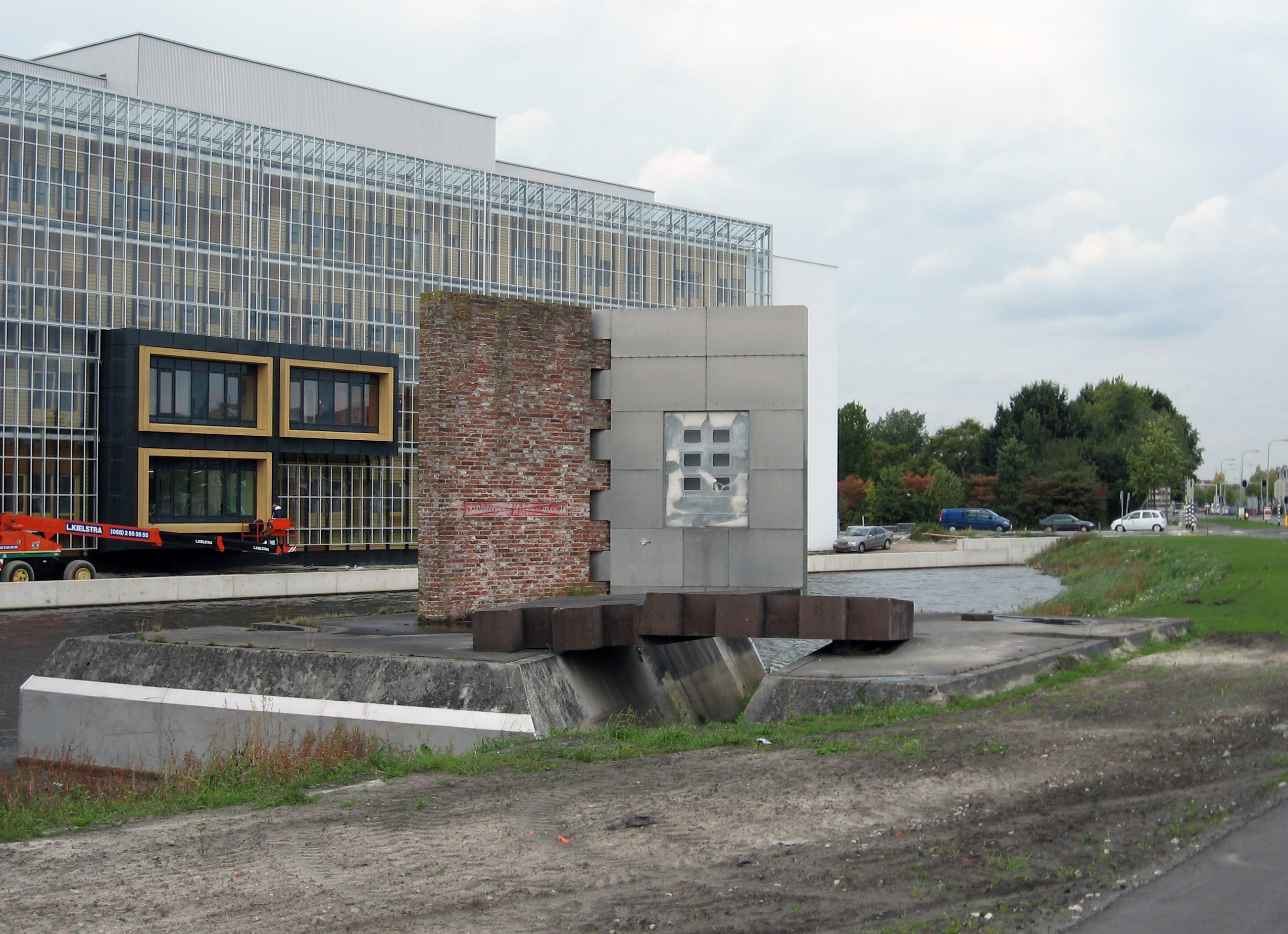
R
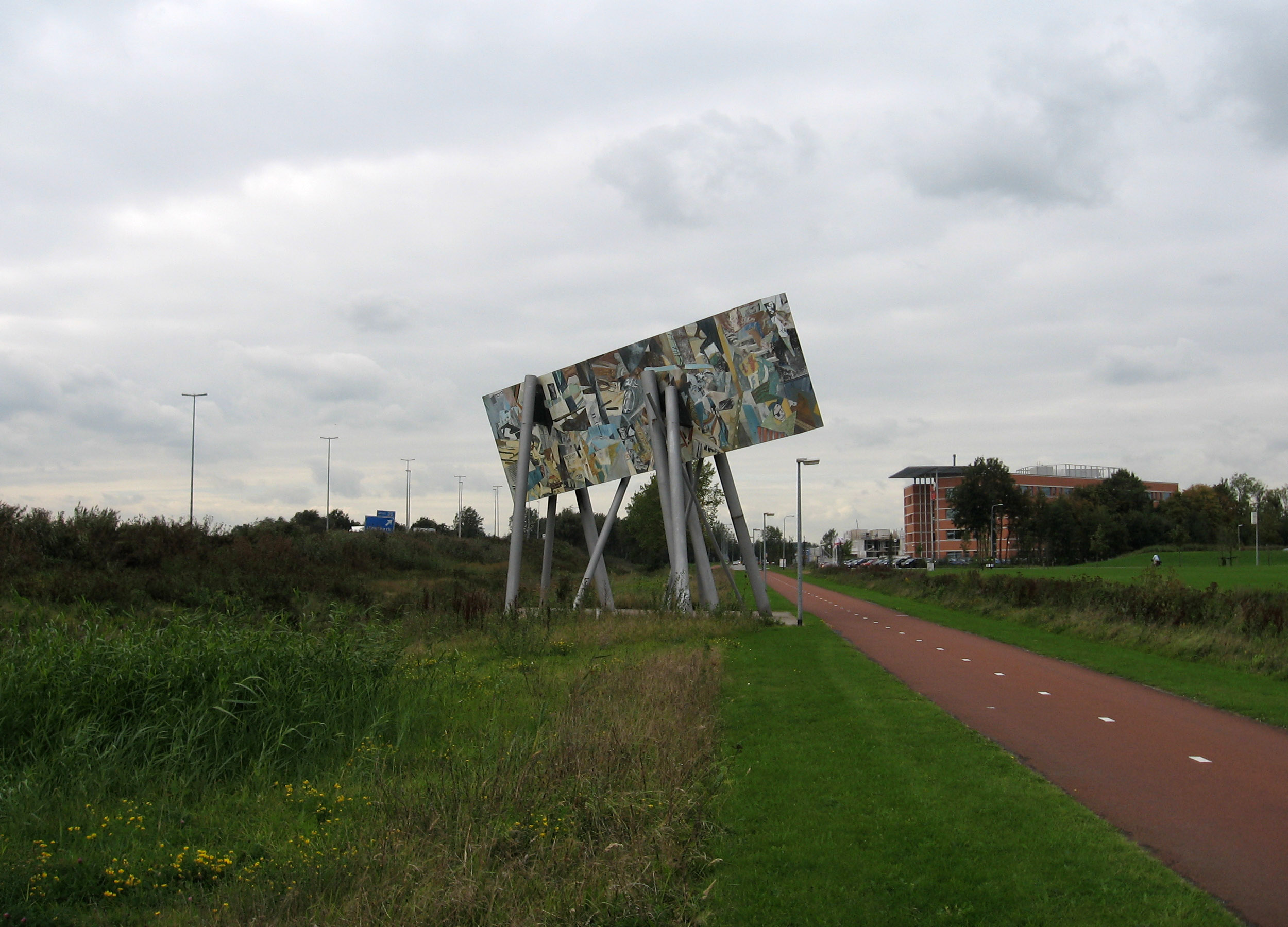
U
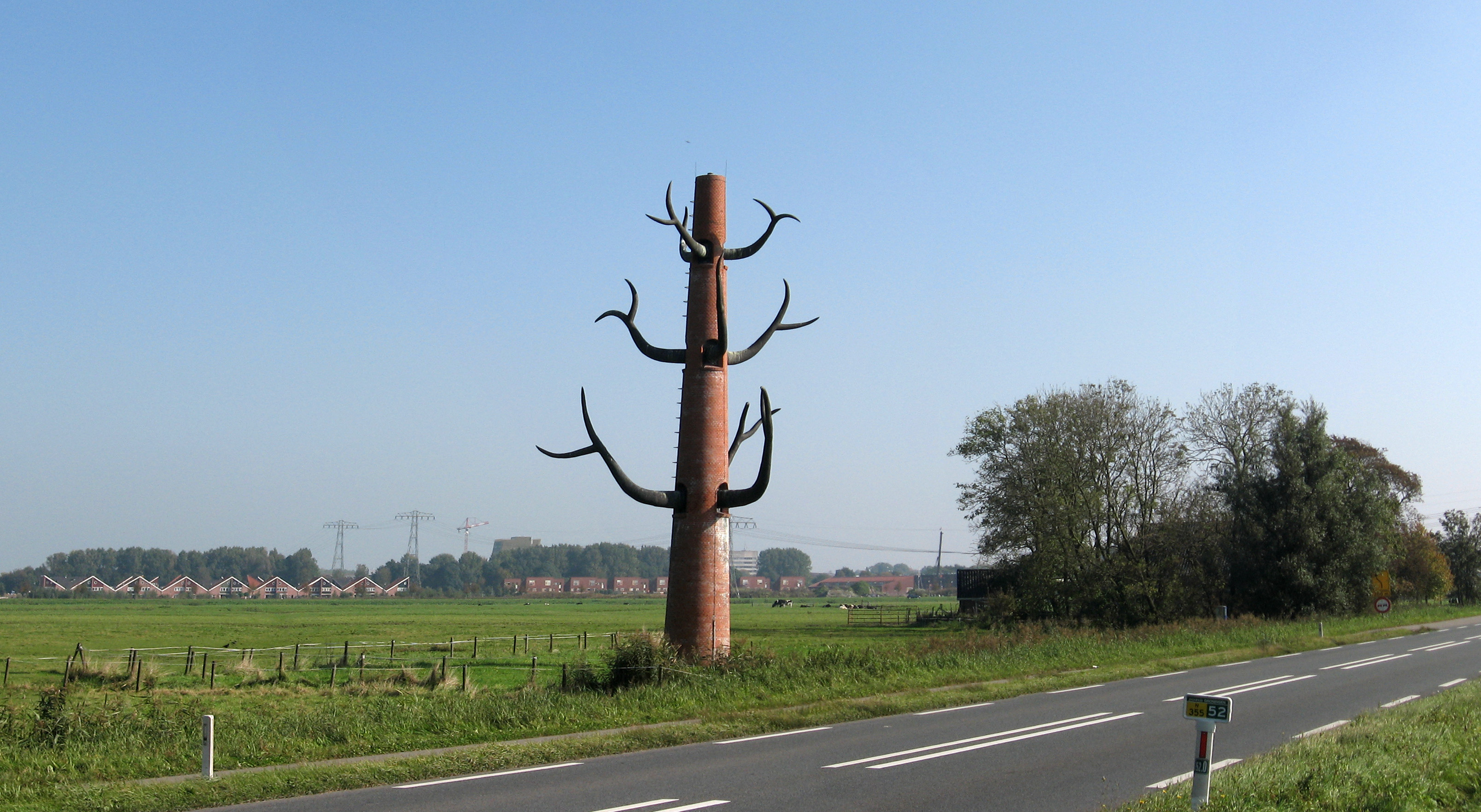
O
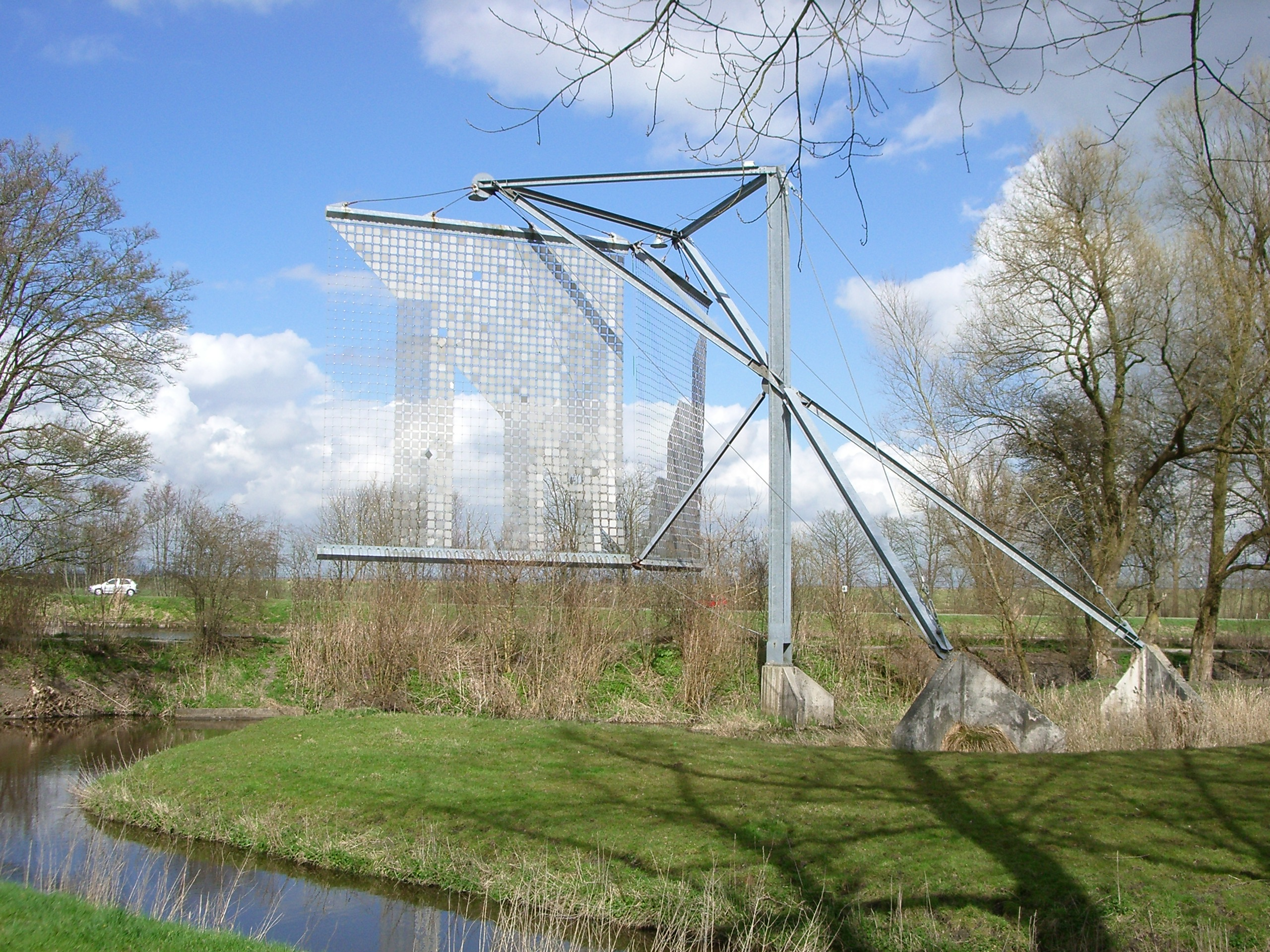
N
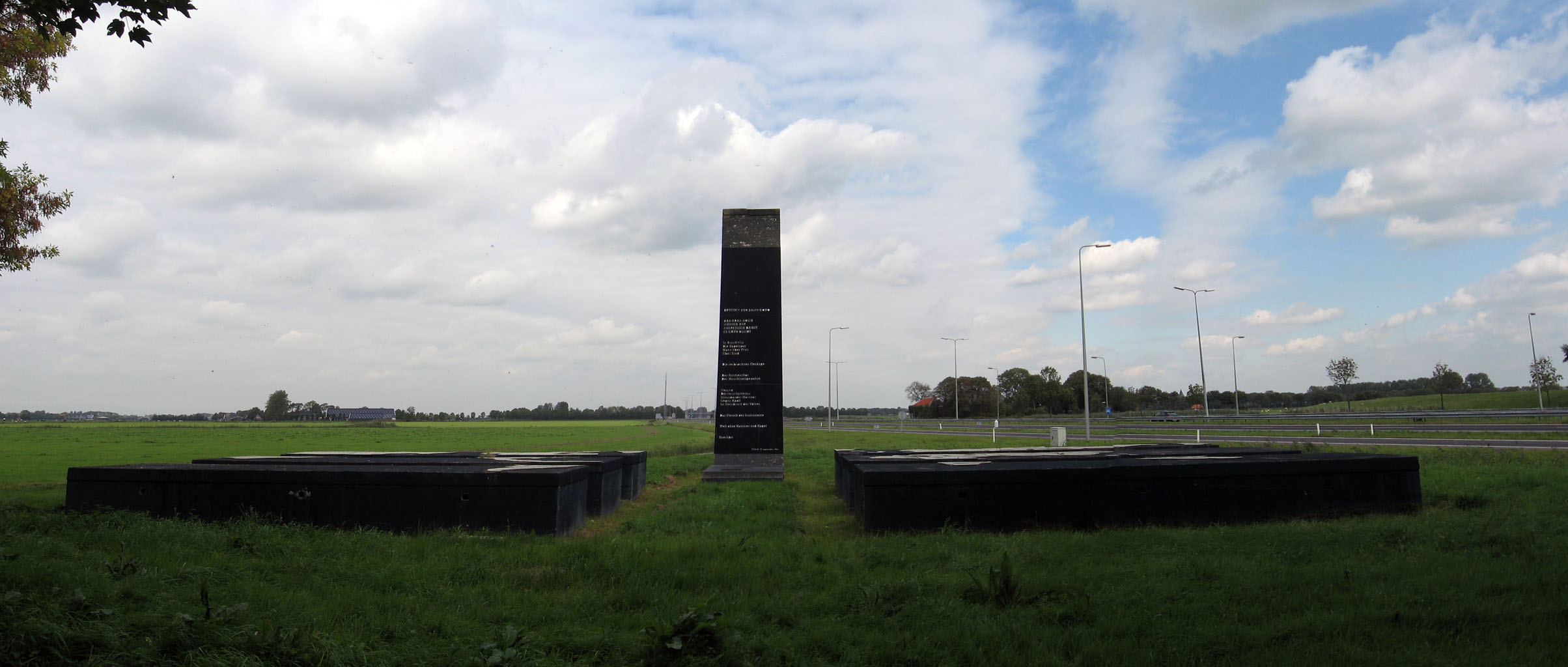
I
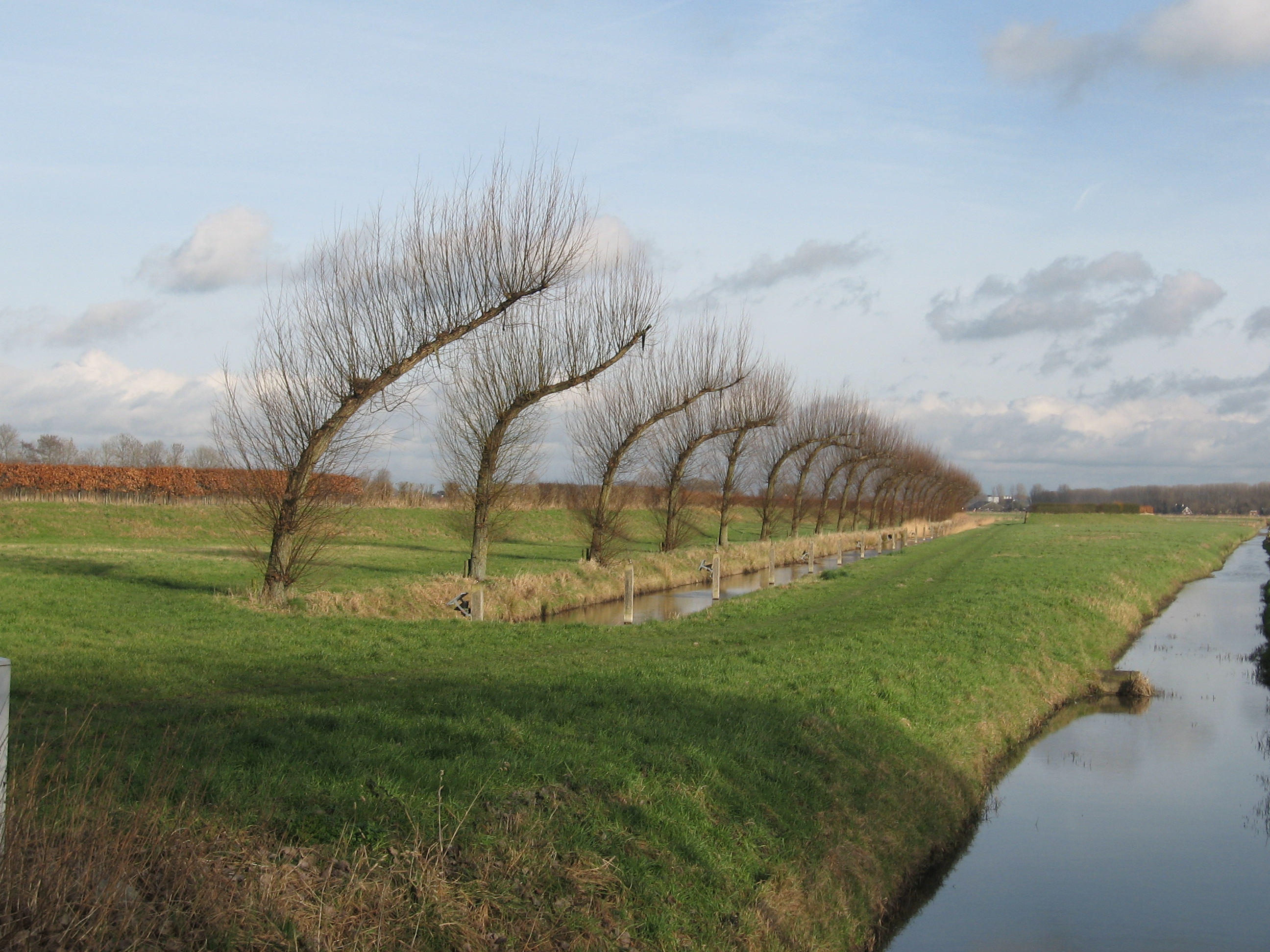
N
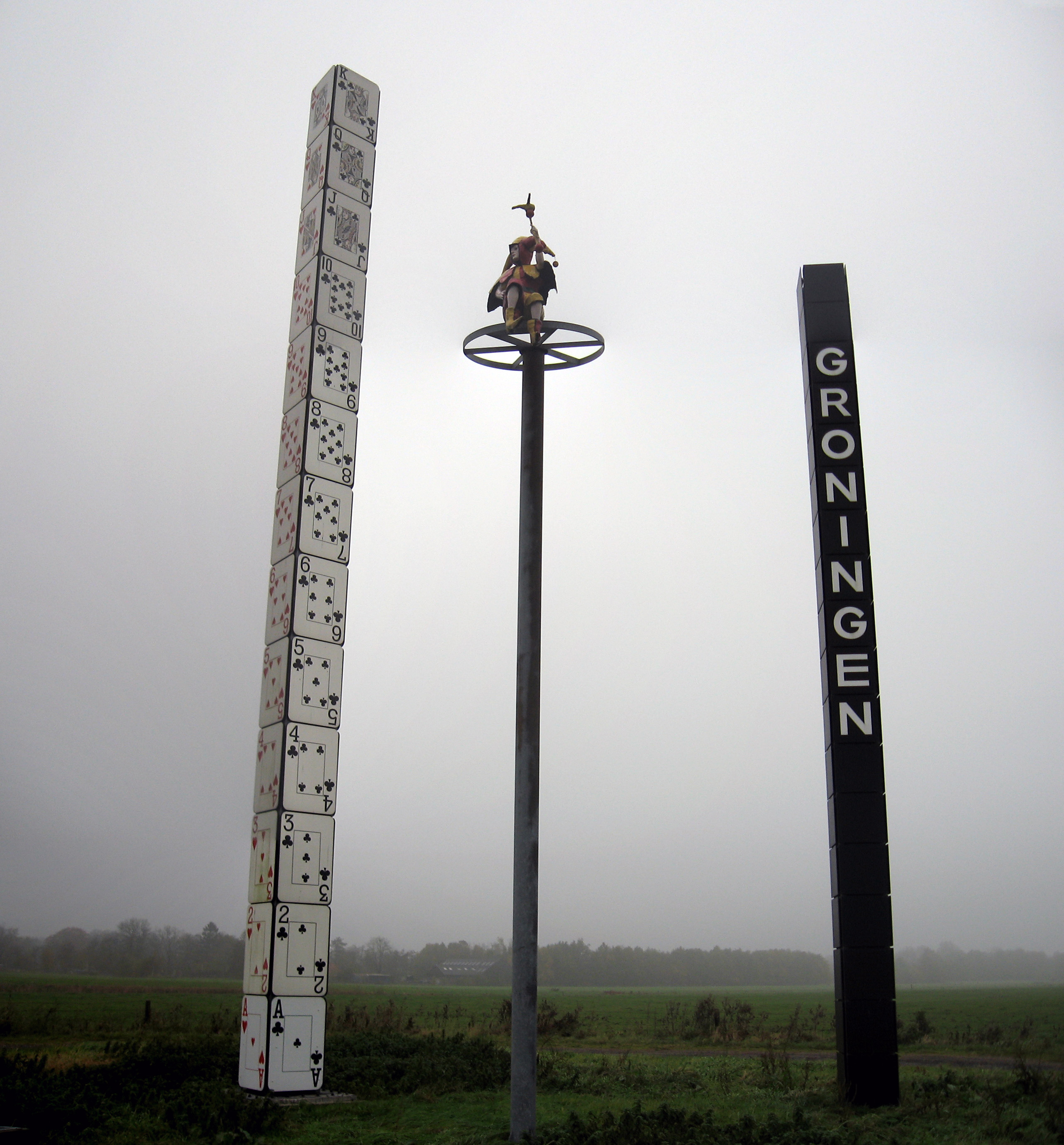
G
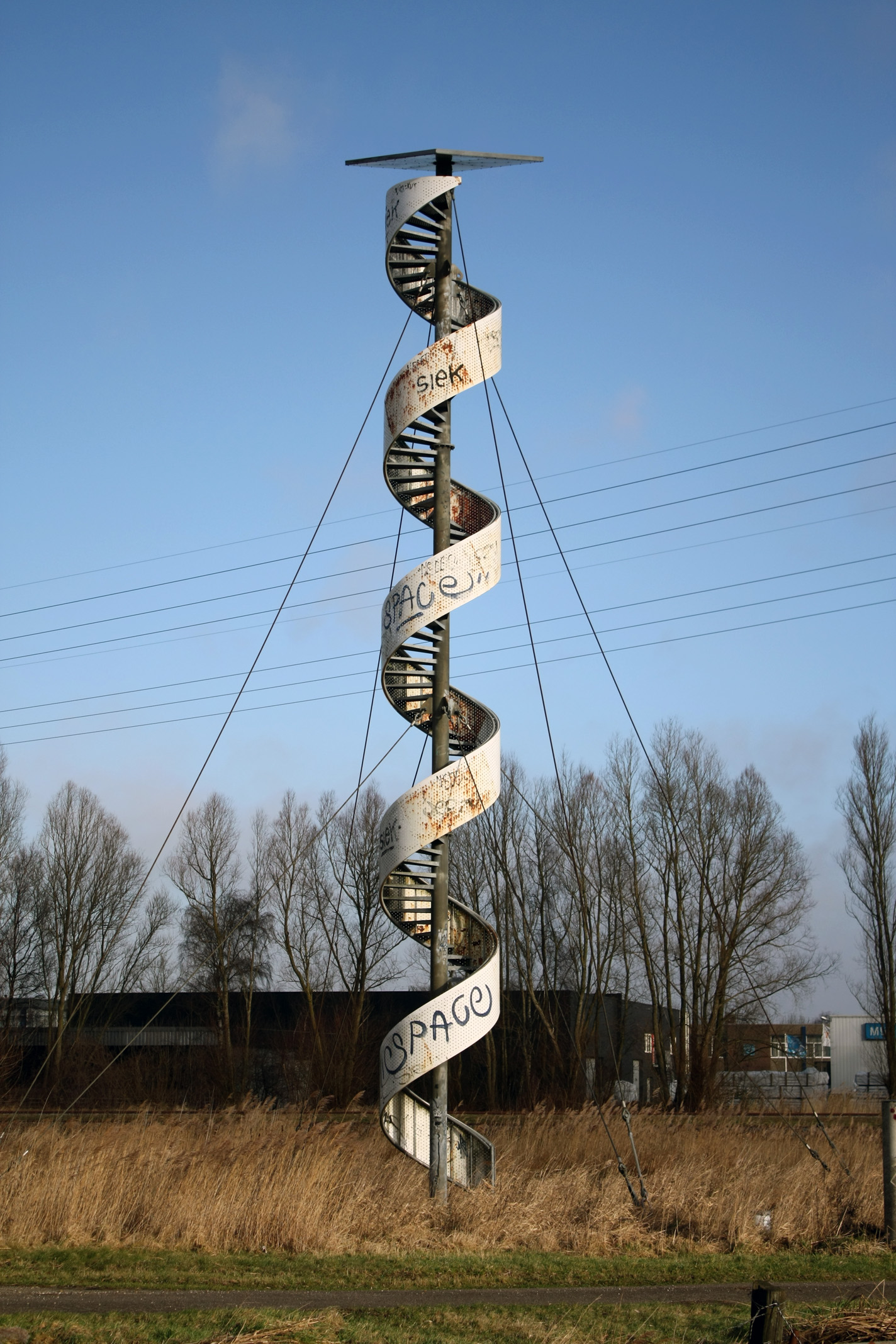
A
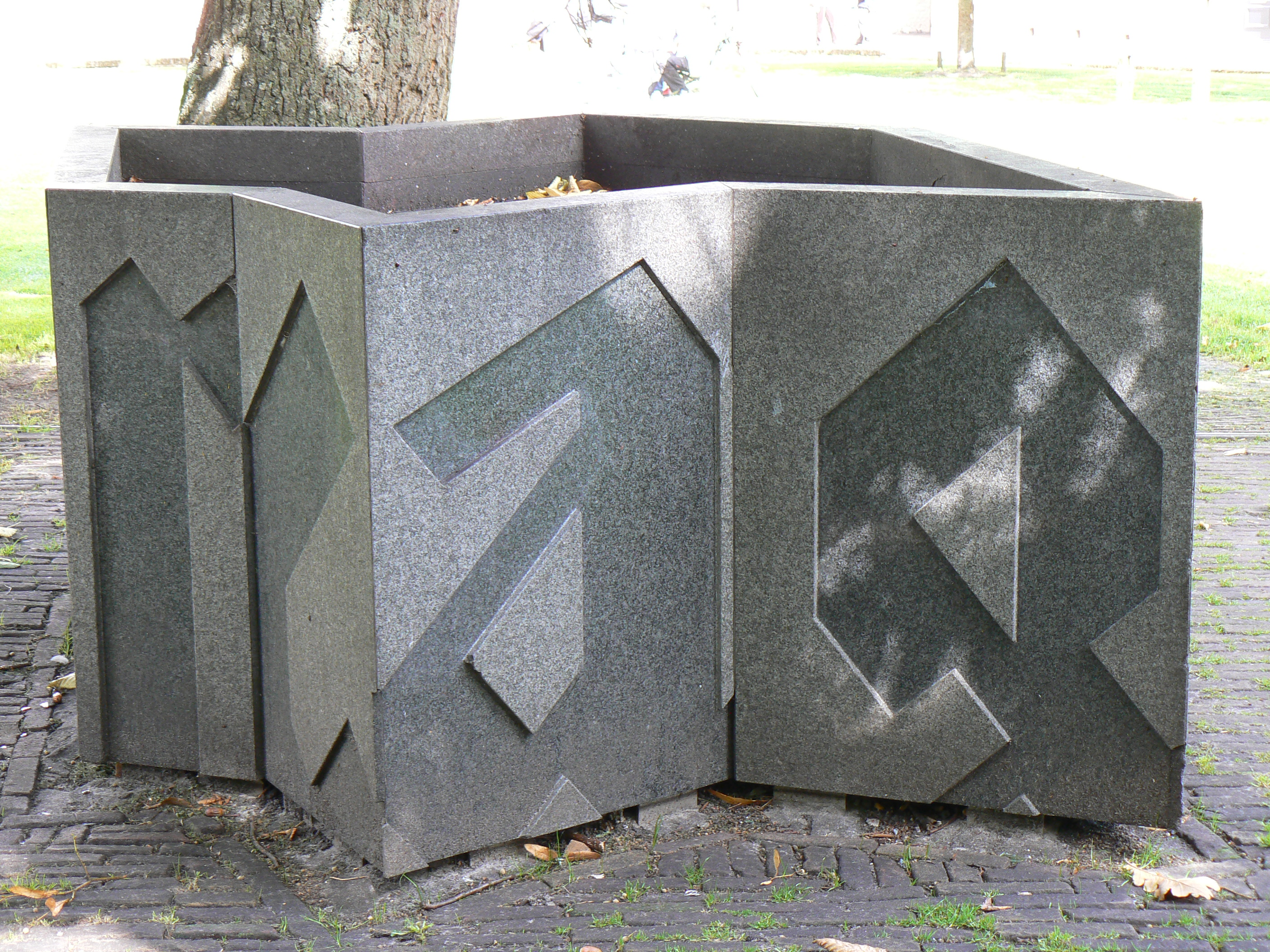
Cruoninga